# 中世 (小説)
『中世』（ちゅうせい）は、三島由紀夫の短編小説。陣中に25歳で夭折した足利義尚を悼む父・足利義政の癒えない悲しみと、2人に寵愛された美少人・菊若を介した義尚の招魂を絢爛な文体で描いた室町時代の物語。衆道的モチーフなどに、三島美学の萌芽が垣間見られる作品である。
戦争中、中島飛行機小泉製作所に勤労動員されていた当時20歳の三島が、赤紙による中断覚悟で遺作として執筆していた小説で、雑誌に初出掲載されたものを読んだ川端康成が賞讃の声を漏らしていたことから、それを頼みの綱に、戦後三島が川端宅へ初訪問するきっかけとなった作品でもある。

## 発表経過
1945年（昭和20年）、雑誌『文藝世紀』2月号に第2回途中まで掲載され、続きから第3回までを掲載予定だった3月号は発行前に東京大空襲で焼失した。第4回は終戦後である翌年1946年（昭和21年）1月号に掲載された。その後、川端康成の推薦により、同年に川端主宰の雑誌『人間』12月号に初めて全編が掲載され、翌1947年（昭和22年）11月20日に桜井書店より刊行の『岬にての物語』に収録された。文庫版としては、1955年（昭和30年）3月30日に角川文庫より刊行の『花ざかりの森 他六篇』、1998年（平成10年）3月10日に講談社文芸文庫より刊行の『中世・剣』に収録された。

## あらすじ
足利義尚が陣中で亡くなった。義尚に寵愛されていた少人・菊若は後を追おうとするが、霊海禅師にその意を見抜かれ、禅師の蘭若（寺）に留まった。義尚の父・義政老公の悲しみも癒えなかった。ある夕、苔むした大亀が部屋に入ってきた。義政は、キキと鳴く澄んだ眼の大亀に愛着を覚える。
星を見ては号泣する亀を抱きながら、義政は銀河を眺め暮した。義政は精霊の世界に心を惹かれ、ついには寝食を廃するに至った。老医師・鄭阿は不死の薬を求め旅に出た。義政は東山殿に巫女らを集め、降霊の儀式をするが、息子・義尚の霊は降りなかった。しかしその中の美しい1人の巫女・綾織が義政にみそめられ、酒宴が開かれた。
もはや菊若を離れて生き得なかった霊海禅師は、このまま菊若を寺に置きたいと希うのみだったが、菊若が剃髪を願い出ると、そのみどりの黒髪をただ見つめるばかりで霊海には答えはなかった。入梅近き夜、菊若の床へ霊海が忍び、涙を流して愛を告白した。やがて寺の侍僧らは悉く暇をとり、檀越たちは禅師と菊若が相携えて山道を歩くのをしばしば見かけるようになった。
霊に飽いた義政の心を翻えそうと力めた巫女・綾織は、近くに在るだろう巫を探すように義政に言った。義政は菊若を思い浮かべ、探索の使者を遣わした。不死の薬の調合書を手に入れて戻った鄭阿は心悩みながら、菊の花で満開の庭を歩く老大亀を呼んだ。「物言わぬその魂」、「中世の体現者」のようなその亀を、鄭阿もまた愛した。亀は赤い目で黙っていた。鄭阿の袖の中で亀はキキとも鳴かなかった。
美しい菊若が義政の元へやって来た。菊若を見て綾織は愉悦に輝いた。菊若の蹠が時々すっと地を離れ、義尚の魂が乗り移った。菊若は綾織の腕に抱かれ、亡き義尚の霊の言葉を厳かに語り出した。その頃、鄭阿は遂に大亀を殺め、不死の薬に不可欠の、その脳髄を取り出して、骸は星空が燦然と光る池に沈めた。
降霊を終え疲れ果てた菊若は、霊海禅師の寺に戻ったが、月の出と共にうなされはじめた。綾織が寺の山門に立ち、菊若を迎えに来た。綾織は母のように菊若を抱いて、その冷たい手を温めた。綾織の吐く息は蓮の露がこぼれるかのように尊く、霊海は合掌した。綾織は菊若の手を引いて山を下りていった。霊海は縋ったが、綾織の神意の充ちた篝（かがり）のような眼差に負けた。綾織と菊若は上加茂の流れに2人手をとり合って入水し、後にそれを知った霊海も刃に伏した。
延命の賀宴で、鄭阿による不死の薬の盃が義政老公へ参らされた。琥珀色の液を老公は飲み干した。興に乗った人々は老公をお誘いして、紅葉の池に船を泛べた。二階堂行二は櫂に亀の骸が当たり絡まるのを見て、舟人を目で制し、義政老公が気づかなかったことを祈りながら、その方を盗み見ると、老公は和やかな微笑で家臣らを見比べていた。もしや亀の死も綾織の失踪もとうに老公は知っていたのではないか、その顔は紅葉の影をうつして美しく茜さしていた。
鄭阿はお暇を賜り、再び旅に出た。「死すべき時は選びえずともどうして死所を選びえぬことがあろう」「帰思（きし）方（まさ）に悠なる哉」と、鄭阿は故地の福州を目指した。

## 登場人物
足利義尚
長享3年3月26日、25歳で近江国鈎里の陣中で死去。切れ長の目。智勇文武を兼ね備えた名君。
足利義政
義尚の父。東山殿に住む。息子亡き後、悲しみに打ちひしがれて衰弱し狂気の兆候が出る。ある日部屋に入ってきた草色の苔むした大亀の澄んだ眼が忘れられなくなり、それを飼う。精霊の世界に心惹かれてゆく。
菊若
能楽師。美しい少人。義政、義尚親子二代にわたり寵愛を受け、伽を勤める。15歳の時に義尚から「菊若」の名を賜り、お招きを受けた。女と見紛う双手の舞があでやか。匂いやかな黒髪。
霊海禅師
僧侶。義尚の後追い自殺をしようと考えていた菊若を思いとどまらせているうちに、菊若を愛するようになる。
二階堂政行（行二）
号は行二。義政を双六に誘う。剃髪している。
鄭阿
老医師。唐の血を引く。不死の薬を求めて北九州の湊へ赴く。悲しみを紛らす阿片で、百年前の福州の街に行った夢をみる。
綾織
際立った美形の巫女。義政にみそめられる。物言いたげに紅玉の光りを放つ唇。早百合の清らかさのある身のこなし。
西方の商人
北九州の港に停泊する船の船長たち。華南の異国人。昨の晩夏、嵐で打ち上げられた福州の商船から荷を盗み取った中に奇怪な銘の袋（秘薬の調合書）があり、鄭阿が買う。
相阿弥
義政と旧知の雅友。西城渡来の蓬萊図の古画を義政に献上する。

## 作品背景
三島由紀夫は少年時代から中世文学に凝りはじめ、〈特に謡曲の絢爛たる文体は、裡に末世の意識をひそめた、ぎりぎりの言語による美的抵抗であつて、かういふ極度に人工的な豪華な言語の駆使は、かならず絶望感の裏打ちを必要とする筈だ〉という思いの中で、大学の勤労動員先の中島飛行機工場で『中世』を執筆するが、それは〈終末観の美学の作品化〉であるとし、その当時の心境を以下のように語っている。
また、当時のそのような〈終末観〉が、強烈な影響を自身の成長期に与えた意味と、その感情体験について次のように述懐している。
なお、三島は40歳の時、『中世』をはじめとした初期の短編を読み返し、〈少年時代に人に出した恋文が、手もとに帰つてきたのを読み返すやうな、何ともいへない気恥かしさに襲われる〉と述べ、〈それなりに美しいこと〉は、すでに中年になった自身には、〈安心して認めることができる〉と前置きしながら、この恋文の相手の正体は誰か、と自問自答し、〈それは言葉である。「言葉」に対しての熱烈な恋文の数々がこれだ〉と語っている。

## 作品評価・研究
臼井吉見は1946年（昭和21年）当時、雑誌『展望』を主宰していたが、無名の帝大生の三島由紀夫が『中世』をはじめ8編の小説原稿（煙草、花ざかりの森、サーカス、岬にての物語、彩絵硝子、など）を持ち込んだときのことを述懐している。臼井がその原稿を読んで、「自分の肌には合わないんですよ、決して好きじゃないんだけれども、とにかく一種の天才だ」と言うと、顧問の中村光夫から、「とんでもない、マイナス150点（120点とも）だ」と叱咤されたため、『中世』も「没」にしてしまったという。
その後、三島が『金閣寺』などを発表すると中村光夫は三島贔屓となり、臼井の言でいう「三島のPTA会長」のようになるが、当時はまだ三島を全く認めていなかった。そんな傾向の中、川端康成だけは三島の『中世』や『煙草』を評価していたため、本多秋五は、「川端康成は、さすがに新人発見の名人だけのことが、どこかあったのである」と述べている。
佐藤秀明は、そうした川端と三島の共感性について、「古典的、抒情的な作風に加えて、川端の『抒情歌』に見られる〈霊的なるもの〉への感性」が、三島の『中世』や『花ざかりの森』に通じているとし、「三島は、川端を師とすることで、自分の持っているものを壊さないで戦後の出発ができると考えたにちがいない」と考察しながら、当時の三島が川端に深い共感を覚えていたことが窺えられる文面を紹介している。
佐藤は、三島が言うように〈単なる詩と感覚〉ならば堀辰雄にもあるが、上記のような、川端の〈霊的〉なものへの感性において、三島は堀よりも川端を高く評価していたと解説している。
植木朝子は、三島が『梁塵秘抄』を読み、その中の「われをたのめて来ぬ男」の歌からの影響が、『中世』の菊若の様子を描写している箇所の、〈菊若の身は澄みゆく独楽のやうに、と揺りかう揺り、夢見つゝ揺られて行つた〉という表現に出ていると指摘し、三島の作品への古典歌謡の影響を論じている。また植木は、三島が東文彦に『梁塵秘抄』を貸してほしいという依頼から、読破し返却までわずか2週間であったことにも着目し、少年時代の三島の精力的な読書と古典文学愛好の様子をたどっている。
室井光広は、万葉集に「寄物陳思」（物に寄せて思いを陳べる）という方法の一つがあったことと、日本古代における「モノ」の意味が「物質」だけではなく、「物と心」の意味を併せもつことや、「感にうたれて、モノも言えなかった」という文例が示すように、「モノ」が「言葉」と一体化した存在であったことを鑑みて、三島が取り憑かれた「モノ」（人間の精神生活を支配する、人間を越えた不可思議な存在）について探りつつ、「戦後日本の〈面の皮〉がぶ厚くなるのとほとんど軌を一にして三島由紀夫は『太陽と鉄』に象徴されるモノへの親愛感をあらわにしはじめた」と考察し、『中世』の中の、〈星にそれほど親近しうる心は、人間界にははげしい白熱した酷薄さを以て臨むにちがひあるまい〉という言葉を引きながら、「太陽もまた星の一つだとすれば、〈人間界にははげしい白熱した酷薄さを以て臨〉んだ作家の後の振舞にも一貫性があったとみるべきかもしれない」としている。
そして20歳のときに〈遺書〉の心づもりで『中世』を書き、「〈詩の罠〉作り――寄物陳思」に専念していた三島が、戦後日本に「モノ足りなさ」を感じ、「モノ（物）がモノ（言葉）をいうような究極の姿を視たい心理」になっていたと室井は考察しながら、その三島が作品世界で目指したのは、「複雑だが明晰な心理を孕む内部が、やがていっきょに外部の魔モノによって破砕される」というそのカタストローフの瞬間、「作物が“モノになる”――あるいは名づけえぬ外部によって“モノにされる”――作品が“眼にモノみせる”時である」としている。また室井は、三島にとって戦後日本が、〈焔といふものがライターの中に封じ込められる時代〉（『宝石売買』）であったことに触れて、晩年の三島には、その〈焔〉が「“中世”ふう戦火に燃え広がるのを待つにひとしかった」として、単なる「書物（ショモツ）の世界」という物質に片寄ってしまった戦後の作家たちの〈面の皮を剥ぐ〉（『剣』）意気込みで、ドン・キホーテさながらの三島は、「もう一つの“モツ”である臓物を白昼にさらけ出すべく腹の皮を刻み、生首を謎の魔モノに差し出した」と論考している。

## おもな刊行本・収録本
- 『岬にての物語』（桜井書店、1947年11月20日）
  - 装幀：古沢岩美。紙装。フランス装。
「跋」付録。本扉裏に「夕日と海と黄金を愛する人に」と題するエピグラフあり。
  - 収録作品：「岬にての物語」「中世」「軽王子と衣通姫」
  - ※ 1949年（昭和24年）4月15日発行の2刷で表紙改装。
- 文庫版『花ざかりの森 他六篇』（角川文庫、1955年3月30日）
  - 解説：戸板康二
  - 収録作品：「彩絵硝子」「花ざかりの森」「みのもの月」「軽王子と衣通姫」「中世に於ける一殺人常習者の遺せる哲学的日記の抜萃」「中世」「岬にての物語」
- 文庫版『中世・剣』（講談社文芸文庫、1998年3月10日）
  - カバー装幀：菊地信義。解説：室井光広「寄物陳思という方法」。年譜・著書目録作成：安藤武
  - 収録作品：「中世」「夜の仕度」「家族合せ」「宝石売買」「孝経」「剣」
  - ※ 2005年1月25日発行の2刷で、年譜・著書目録を削除。

### 全集収録
- 『三島由紀夫全集1巻（小説I）』（新潮社、1975年1月25日）
  - 装幀：杉山寧。四六判。背革紙継ぎ装。貼函。
  - 月報：清水文雄「『花ざかりの森』をめぐって」。《評伝・三島由紀夫 21》佐伯彰一「伝記と評伝（その12）」。《同時代評から 21》虫明亜呂無「初期作品について（その2）」
  - 収録作品：「酸模」「座禅物語」「鈴鹿鈔」「暁鐘聖歌」「館」「彩絵硝子」「花ざかりの森」「苧菟と瑪耶」「みのもの月」「うたはあまねし」「玉刻春」「世々に残さん」「祈りの日記」「曼荼羅物語」「朝倉」「中世に於ける一殺人常習者の遺せる哲学的日記の抜萃」「中世」「エスガイの狩」「菖蒲前」「煙草」「贋ドン・ファン記」「岬にての物語」「恋と別離と」「軽王子と衣通姫」「夜の仕度」「鴉」
  - ※ 同一内容で豪華限定版（装幀：杉山寧。総革装。天金。緑革貼函。段ボール夫婦外函。A5変型版。本文2色刷）が1,000部あり。
- 『三島由紀夫短篇全集』〈上巻〉（新潮社、1987年11月20日）
  - 布装。セット機械函。四六判。2段組。
  - 収録作品：「酸模」から「女流立志伝」までの75篇。
- 『決定版 三島由紀夫全集16巻・短編2』（新潮社、2002年3月8日）
  - 装幀：新潮社装幀室。装画：柄澤齊。四六判。貼函。布クロス装。丸背。箔押し2色。
  - 月報：髙樹のぶ子「幸福な化学反応」。松本道子「思い出の三島歌舞伎」。［小説の創り方16］田中美代子「時の断崖」
  - 収録作品：「世々に残さん」「曼陀羅物語」「檜扇」「朝倉」「中世に於ける一殺人常習者の遺せる哲学的日記の抜萃」「縄手事件」「中世」「エスガイの狩」「菖蒲前」「黒島の王の物語の一場面」「岬にての物語」「鴉」「贋ドン・ファン記」「煙草」「耀子」「軽王子と衣通姫」「恋と別離と」「夜の仕度」「サーカス」「ラウドスピーカー」「春子」「婦徳」「接吻」「伝説」「白鳥」「哲学」「『菖蒲前』創作ノート」「『軽王子と衣通姫』創作ノート」「『夜の仕度』創作ノート」「『サーカス』創作ノート」「『ラウドスピーカー』創作ノート」「『春子』創作ノート」「『婦徳』創作ノート」「『接吻』創作ノート」

## 関連事項
- 足利義尚
- 衆道
- 日本の中世文学史